# Hammams d'Ayasoluk
Les hammams d'Ayasoluk sont les établissements de bains (hammam) de la ville turque ottomane qui succède à Éphèse sur la colline d'Hagios Théologos/Ayasoluk. Bien attestés à la fois dans la littérature historique par l'archéologie, ils étaient au moins au nombre de quatre, datant de l'émirat d'Aydın ou du début de l'époque ottomane, tous construits selon la même technique, en petit appareil faisant alterner les assises de briques et de petits moellons, avec des voûtes et des coupoles de briques.

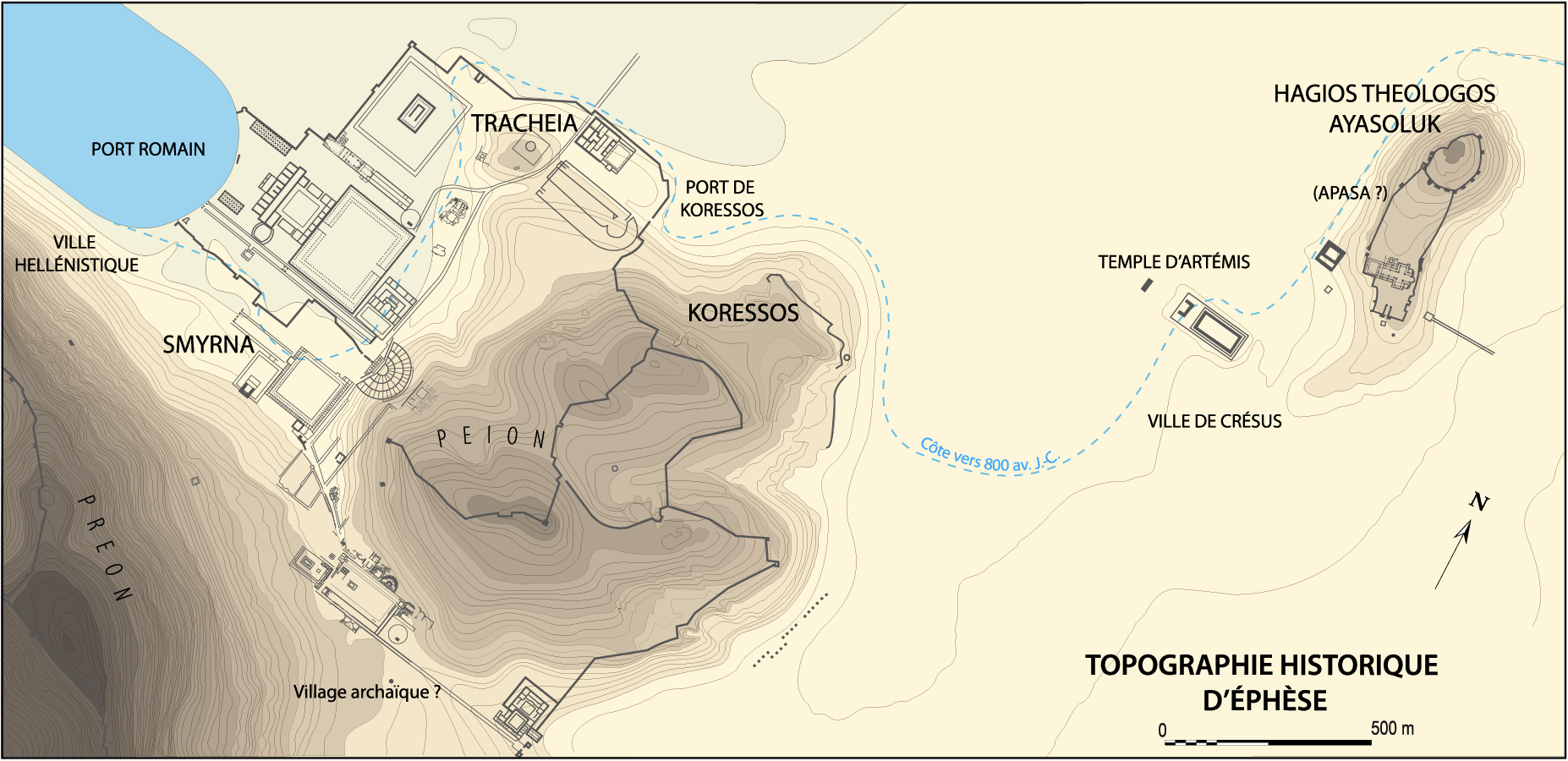
Localisation d'Ayasoluk (Hagios Theologos) la ville turque d'Éphèse.

## İsa Bey Hamamı (Hamam II) (171)

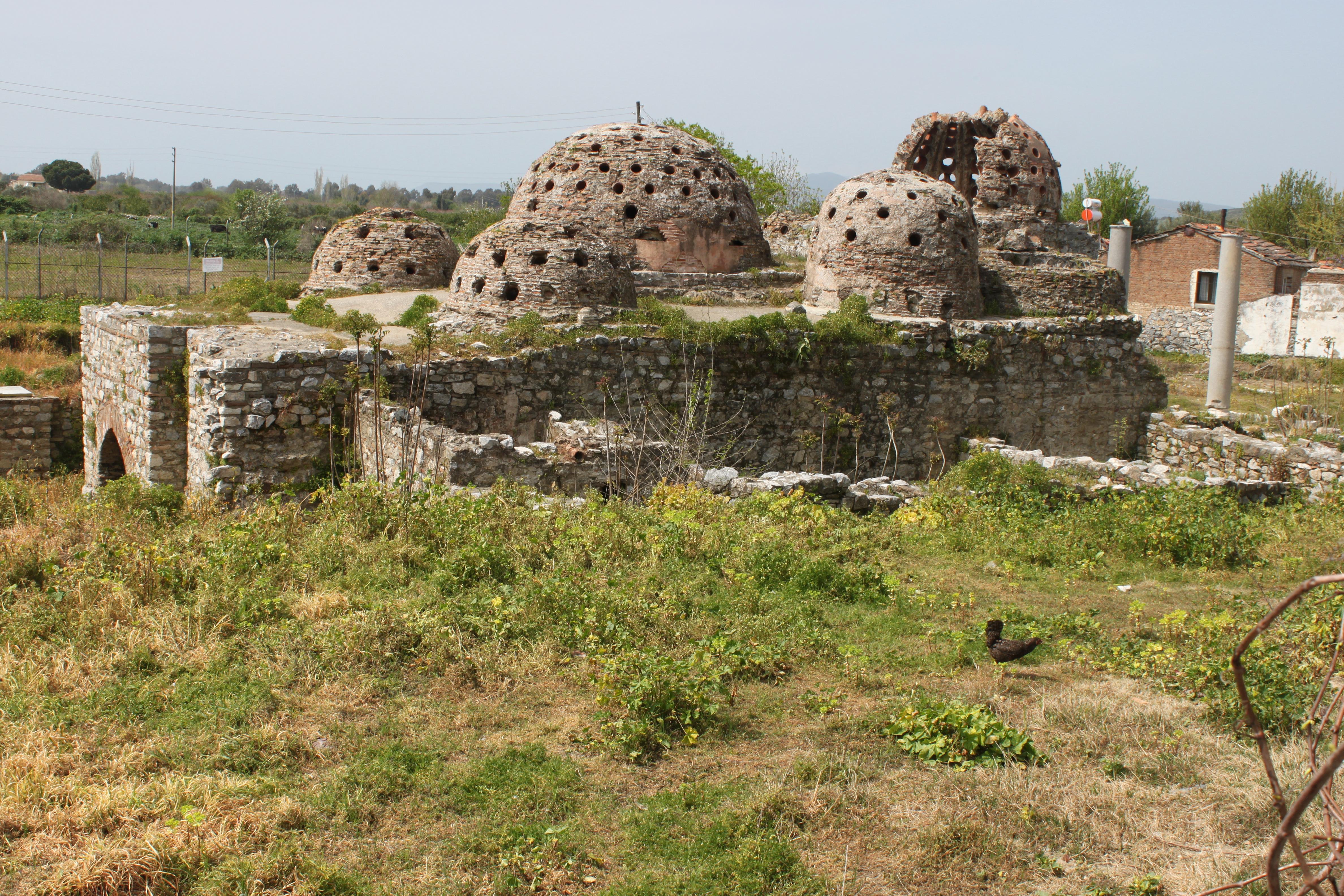
Le hammam d'İsa Bey, vu de l'est.

Le hammam le plus important  et le mieux préservé, à peu de distance au sud de la mosquée, est souvent identifié et daté grâce à une inscription relative à un établissement de ce type et portant l'année 766 du prophète, soit 1364 : elle en placerait la construction sous le règne d'İsa Bey et justifierait le nom qui lui est traditionnellement donné. Toutefois, l'inscription fut retrouvée dans le jardin d'une maison sans qu'aucun lien direct puisse être établi avec l'édifice de bain, et l'identification n'est donc pas prouvée.
Il fut construit pour les besoins d'hygiène personnelle et de purification rituelle des ouvriers travaillant à la construction de la mosquée d'İsa Bey voisine. Les fouilles de cet établissement ont repris en 1986, alors que les vestiges étaient encore conservés sur une élévation importante, mais enfouis sous 2,5 m de remblai. Elles ont montré que l'établissement a connu deux phases : le plan d'origine de l'édifice était cruciforme, avec des salles carrées, et deux bains supplémentaires (çifte hamam) furent ajoutés à une époque ultérieure.

Plan du hammam d'İsa Bey.

Des colonnes d'époque romaine étaient remployées dans le vestibule d'entrée, interprété comme le vestiaire et la salle de repos (soyunmalık) des bains. Il donnait accès au sud des bains dont le plan reprenait la forme, classique pour ces établissements, d'une croix avec quatre salles de bains aux angles (halvet) et quatre eyvan. Une partie des stucs colorés du décor est conservée, mais sur les dix coupoles recouvrant l'ensemble, seules cinq sont préservées, avec des fragments du décor caractéristique en stalactites (muqarnas). La coupole principale, située au-dessus de la salle tiède (ılıklık) est effondrée aux deux tiers. Le praefurnium était situé sur le côté sud avec le bassin d'eau chaude, encore en place.
Dans une seconde phase de construction, des bains furent ajoutés sur le côté ouest pour les femmes. Sur le côté est du bain, une rangée de petites pièces carrées correspond probablement à des échoppes le long d'une ruelle longeant le bâtiment.
Une découverte importante des fouilles fut celle d'un trésor de 936 monnaies d'argent, toutes issues de l'atelier d'Isa Bey, à l'exception de six monnaies d'Ahmed Gazi, chef des Menteşeoğulları.

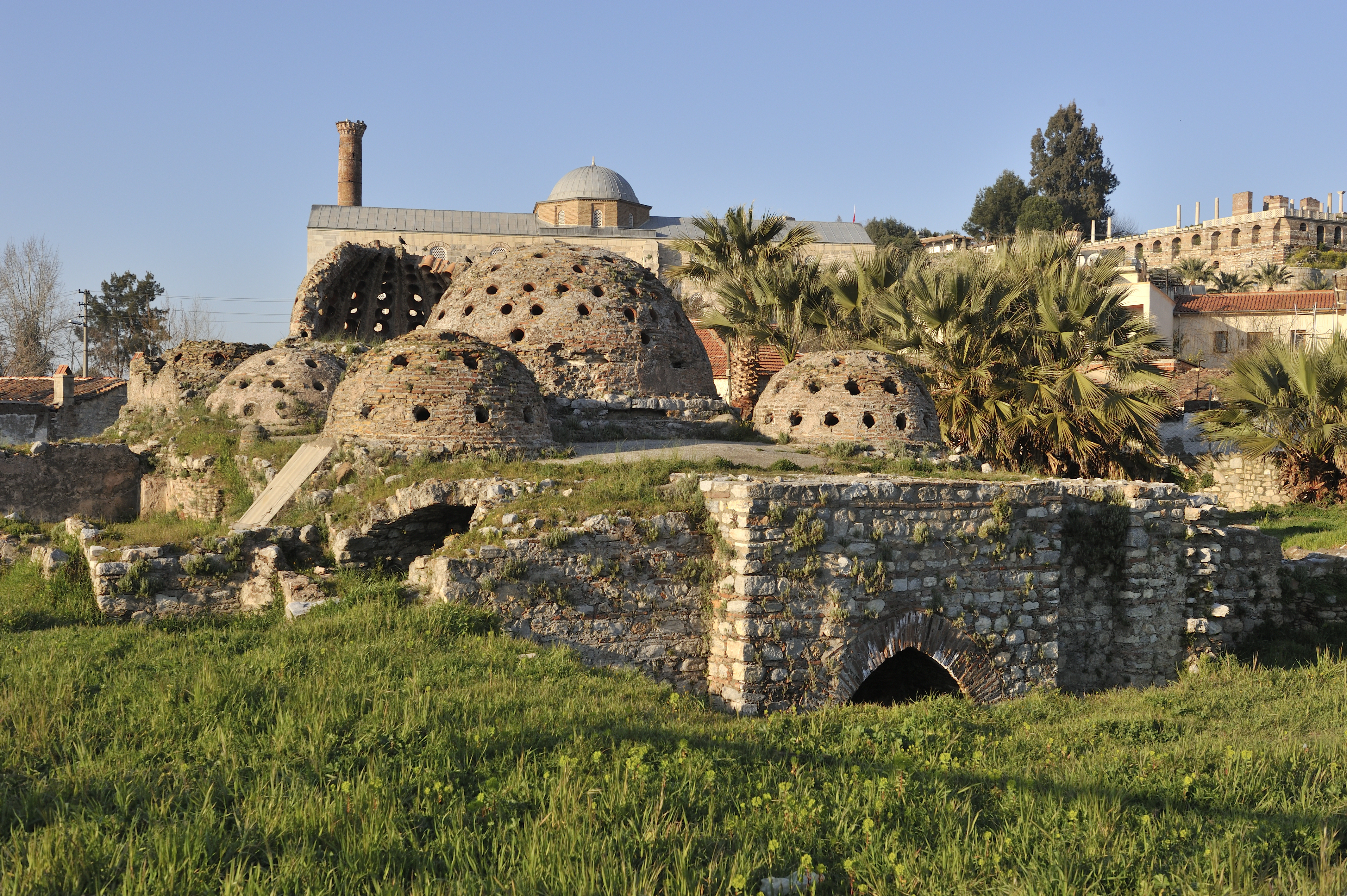
Le hammam vu du sud, devant la mosquée d'İsa Bey.

La fin du fonctionnement des bains peut être datée par l'installation d'une rangée de tombes installées sur le côté ouest, qui viennent détruire les conduites d'adduction d'eau. Une monnaie de Murad II (1421-1451) fournit un terminus post quem à ces inhumations. Cette chronologie est également confirmée par l'étude de la céramique dont les éléments les plus récents ne sont pas postérieurs au XVe siècle.

## Hamam III (173)
À l'ouest de la mosquée d'İsa Bey se trouve un autre établissement de bains, relativement préservé en élévation : jusqu'à la fin du XXe siècle, il était remployé comme étable. Les coupoles en ont totalement disparu mais le plan est encore bien lisible : il était assez différent du Hamam II. Le vestiaire (soyunmalık) se trouvait à l'est, côté par lequel se faisait l'entrée. Les fouilles dans cette pièce ont montré que l'édifice avait succédé à un four de potier probablement d'époque turque.
La pièce centrale qui s'étendait sur toute la largeur de l'édifice était la pièce chaude (sıcaklık). Elle était couverte d'une coupole avec des demi-coupoles sur les espaces latéraux. Deux autres salles de bain sur le côté sud (halvet) possédaient également leur propre petite coupole. La réserve d'eau chaude prenait la forme d'une pièce voûtée en berceau occupant tout le côté sud, tandis que le praefurnium était situé dans l'axe central.
Des modifications furent apportées dans deux étapes ultérieures de construction, avec l'addition d'un réservoir d'eau supplémentaire sur le côté ouest et le renforcement des murs par des contreforts. Surtout, deux pièces servant de bains pour les femmes furent construites sur le côté nord.

## Autres bains
Des bains plus petits (Hamam IV) se trouvaient à 200 m au nord de la mosquée, au pied des pentes ouest de la citadelle. Le musée d'Éphèse comporte quant à lui un complexe ottoman rénové dans lequel se trouvent des bains, le hammam Saadet-Hatun, doté d'un plan classique cruciforme.